# Rhaphidrilus
Rhaphidrilus är ett släkte av ringmaskar. Rhaphidrilus ingår i familjen Ctenodrilidae.
Släktet innehåller bara arten Rhaphidrilus nemasoma.